# Brezik (Bośnia i Hercegowina)
Brezik (cyr. Брезик) – wieś w Bośni i Hercegowinie, w Republice Serbskiej, w gminie Prnjavor. W 2013 roku liczyła 125 mieszkańców.